# Улица поперёк
«Улица поперёк» (оригинальное название — «Вертушка»; также известен, как «Сон транспортного чиновника») — советский агитационный мультфильм 1931 года. Дебют в мультипликации известного режиссёра, детского писателя и иллюстратора Владимира Сутеева. Первый советский оригинальный звуковой мультфильм.

## Сюжет
Фильм агитирует за соблюдение правил уличного движения.

В нём рассказывалось о том, как человечек, спешивший на работу, попал под машину и оказался в больнице, где, перевязанный и с костылем, делал доклад о правилах уличного движения. В общем, это была обыкновенная агитка за безопасность городского транспорта (в то время делалось множество агиток на самые разные темы, в том числе и мультипликационных).

## Интересные факты
- Актёры, озвучивавшие мультфильм, в титрах не указаны.
- Согласно титрам, «звук снят по системе Тагефон».
- На фестивале «Белые столбы» впервые были публично продемонстрированы в России считавшиеся утраченными экспериментальный фильм М. М. Цехановского «Гопак» (1931) и рисованная лента В. Г. Сутеева «Улица поперёк» (1931). Оба фильма были найдены и атрибутированы в чешском киноархиве Николаем Изволовым и Сергеем Каптеревым[4].

## О мультфильме
Знаменитый режиссёр-мультипликатор Лев Атаманов так оценивал фильм:

Фильм был чёрно-белый, графически решённый остро. Мы придумывали смешные трюки, происшествия, пробовали различные походки, искали типажи прохожих, записывали разные звуки, шумы, пытались найти общий звуковой ритм… Конечно, теперь он показался бы в чём-то наивным и примитивным, но тогда все эти опыты со звуком, с изобразительными трюками были нам внове. Для нас это была настоящая школа.

Другой знаменитый режиссёр Иван Иванов-Вано в книге «Рисованный фильм» писал:

С появлением звука и кинематографии для мультипликации открылись новые пути. Выход на экран первых звуковых мультипликационных фильмов: «Почта» (режиссёр М. Цехановский), «Улица поперёк» (режиссёр В. Сутеев и Л. Атаманов), «Блэк энд уайт» по известному стихотворению Владимира Маяковского (режиссёр И. Вано и Л.Амальрик) заставил художников-мультипликаторов пересмотреть заново свои позиции в искусстве мультипликации, так как звук открывал новые возможности для развития этого искусства.

В другой книге «Кадр за кадром» И. П. Иванов-Вано отмечал: «Это была одна из первых лабораторных работ по освоению звука в мультфильме. Фильм был удачным и в течение некоторого времени служил для нас отправной точкой в производстве звуковых мультфильмов».
Кинокритик Ольга Деревянкина в журнале «Лавры кино» (март 2015 г.) оценила мультфильм как «остроумный агитплакат о соблюдении правил дорожного движения».